# Antonio Cervantes
Antonio Cervantes Reyes (ur. 23 grudnia 1945 w San Basilio de Palenque w departamencie Bolívar) – kolumbijski bokser, wieloletni zawodowy mistrz świata kategorii junior półśredniej. Nosił przydomek Kid Pambelé.
Rozpoczął karierę boksera zawodowego w 1964. Do 1969 walczył w Kolumbii i Wenezueli, a potem przeniósł się do Kalifornii. 17 grudnia 1970 w Los Angeles pokonał przez techniczny nokaut w 8. rundzie przyszłego mistrza świata wagi lekkiej Rodolfo Gonzáleza z Meksyku. 11 grudnia 1971 w Buenos Aires próbował odebrać tytuł mistrza świata federacji WBA w wadze junior półśredniej Argentyńczykowi Nicolino Locche, ale przegrał na punkty.
28 października 1972 w mieście Panama zmierzył się z Alfonso Frazerem, który wcześniej zdobył tytuł mistrza świata wygrywając z Locche. Cervantes znokautował Frazera w 10. rundzie i został mistrzem świata WBA w kategorii junior półśredniej.
Dziesięciokrotnie skutecznie bronił pasa mistrzowskiego, wygrywając kolejno z: Josue Marquezem (15 lutego 1973 w San Juan na punkty), Nicolino Locche (17 marca 1973 w Maracay przez TKO w 10. rundzie), Alfonso Frazerem (19 maja 1973 w Panamie przez TKO w 5. rundzie), Carlosem Gimenezem (8 września 1973 w Bogocie przez TKO w 5. rundzie), Lionem Furuyamą (5 grudnia 1973 w Panamie na punkty), Chang-Kil Lee (2 marca 1974 w Cartagenie przez KO w 6. rundzie), Victorem Ortizem (28 lipca 1974 w Cartagenie przez Ko w 2. rundzie), Shinichi Kadotą (26 października 1974 w Tokio przez KO w 8. rundzie), Estebanem de Jesúsem (17 maja 1975 w Panamie na punkty) i Hectorem Thompsonem (15 listopada 1975 w Panamie przez TKo w 8. rundzie). W tym czasie wygrał również wiele walk towarzyskich, m.in. z byłym mistrzem świata Pedro Adigue 8 czerwca 1974 w Maracay przez KO w 5. rundzie.
Kolejna walka w obronie tytułu okazała się nieudana. 17-letni Wilfred Benítez pokonał go na punkty 6 marca 1876 w San Juan i odebrał mistrzostwo. 13 listopada tego roku w Maracay Cervantes pokonał przyszłego mistrza świata Saoula Mamby'ego. W 1977 WBA pozbawiła Beníteza tytułu za odmowę rewanżu z Cervantesem. W pojedynku o wakujący tytuł Cervantes pokonał przez techniczny nokaut w 6. rundzie Carlosa Gimeneza 25 czerwca 1977 w Maracaibo.
W obronie tytułu Cervantes pokonał: Adriano Marrero (5 listopada 1977 w Maracay na punkty), Tongte Kiatvayupakdiego (28 kwietnia 1978 w Bangkoku przez KO w 6. rundzie), Normana Sekgapane (26 sierpnia 1978 w Mmabatho przez TKO w 9. rundzie), Miguela Montillę (18 stycznia 1979 w Nowym Jorku na punkty), Kwang-Min Kima (25 sierpnia 1979 w Seulu na punkty) i ponownie Montillę (29 marca 1980 w Cartagenie przez TKO w 7. rundzie).
2 sierpnia w Cincinnati Aaron Pryor pokonał Cervantesa przez nokaut w 4. rundzie i odebrał mu, tym razem ostatecznie, tytuł mistrza świata. Cervantes stoczył potem jeszcze pięć walk i zakończył karierę w 1983. Podczas niej stoczył 21 pojedynków o tytuł mistrza świata, w tym 18 zwycięskich.
Później miał zatargi z prawem, zmagał się z uzależnieniem od alkoholu i narkotyków, a po wyjściu ze szpitala, gdzie był poddany kuracji, pracował jako trener bokserski.
Został wybrany w 1998 do Międzynarodowej Bokserskiej Galerii Sławy.